# Godert Willem van Dedem (1840-1911)
Godert Willem baron van Dedem (Dalfsen, 17 december 1840 - aldaar, 18 maart 1911) was een Nederlands politicus uit het geslacht Van Dedem.
Van Dedem was een baron uit een Overijsselse familie met veel bestuurders. Hij werd na advocaat en officier van justitie te zijn geweest kantonrechter in Ommen en Wageningen. In 1888 versloeg hij in het district Elst met gering verschil zijn katholieke tegenstander Bahlmann. Een andere katholiek, Van Basten Batenburg, 'wipte' hem echter bij de Tweede Kamerverkiezingen van 1894. Als Kamerlid speelde Godert een vrij onopvallende rol; veel minder opvallend dan zijn broer Alexander.
- Biografisch Portaal: 15834271
- Parlement.com: vg09lkznr400
- Virtual International Authority File: 5623153834758164450008
- WorldCat: E39PBJrgFtwFkRHkXKWDkqJVYP